# Neriene aquilirostralis
Neriene aquilirostralis är en spindelart som beskrevs av Chen och Zhu 1989. Neriene aquilirostralis ingår i släktet Neriene och familjen täckvävarspindlar. Inga underarter finns listade i Catalogue of Life.